# 新聞紙

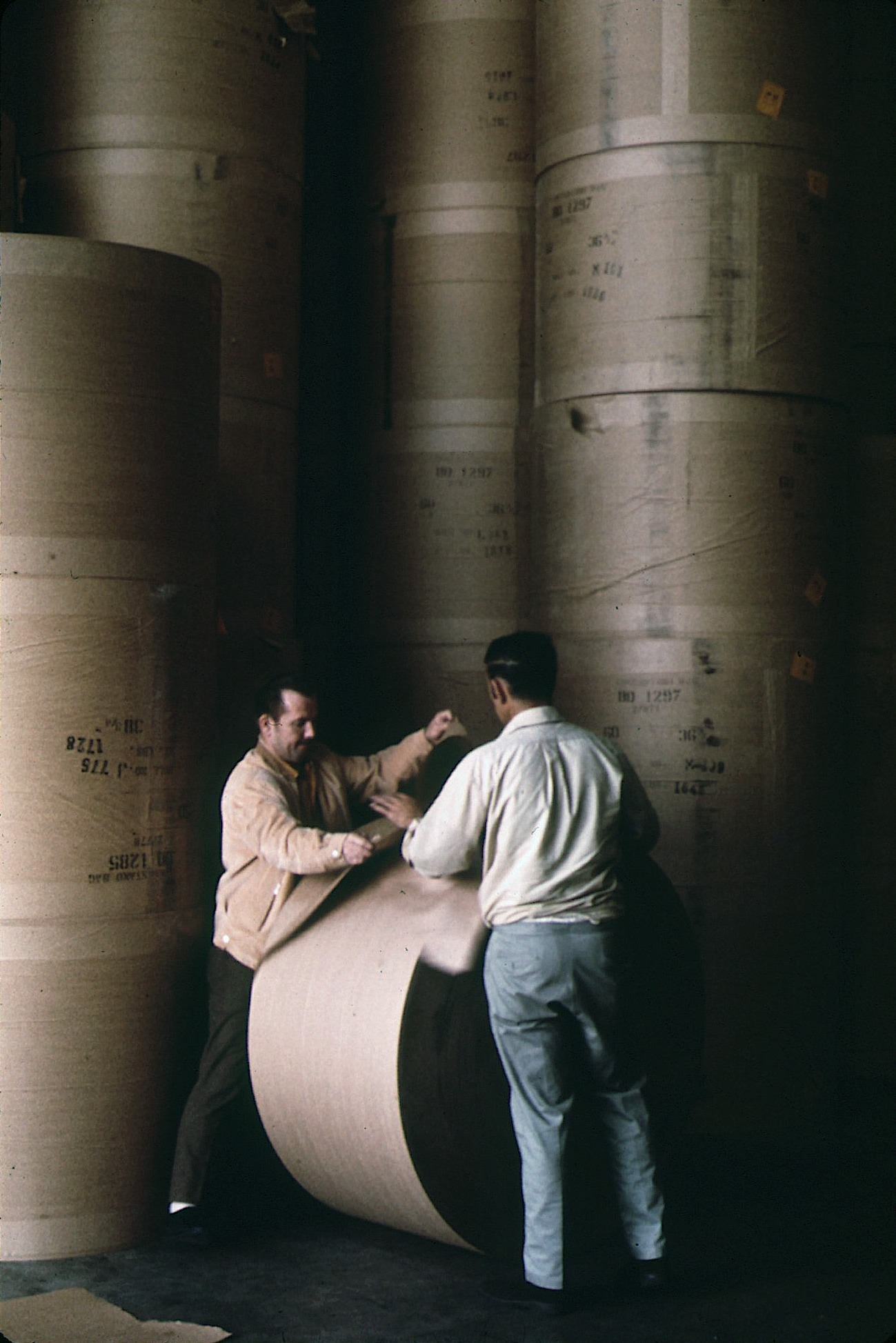

新聞紙，又稱白報紙，是一種紙張，主要用於報紙以及一些廣告類印刷。
該類紙的製造成本較低，所以紙質較粗糙，但强度足以承受高速印刷，且可提供足以滿足報紙廣告的四色印刷品質等。因此適合用於印刷報紙。

## 相關
- 原材料